# 平成ライダー対昭和ライダー 仮面ライダー大戦 feat.スーパー戦隊
- 仮面ライダーシリーズ
  - 平成仮面ライダーシリーズ
    - 仮面ライダーディケイド > 平成ライダー対昭和ライダー 仮面ライダー大戦 feat.スーパー戦隊
    - 仮面ライダー555 > 平成ライダー対昭和ライダー 仮面ライダー大戦 feat.スーパー戦隊
    - 仮面ライダー鎧武/ガイム > 平成ライダー対昭和ライダー 仮面ライダー大戦 feat.スーパー戦隊
    - 仮面ライダーW > 平成ライダー対昭和ライダー 仮面ライダー大戦 feat.スーパー戦隊
    - 仮面ライダーウィザード > 平成ライダー対昭和ライダー 仮面ライダー大戦 feat.スーパー戦隊

  - 昭和仮面ライダーシリーズ
    - 仮面ライダー > 平成ライダー対昭和ライダー 仮面ライダー大戦 feat.スーパー戦隊
    - 仮面ライダーX > 平成ライダー対昭和ライダー 仮面ライダー大戦 feat.スーパー戦隊
    - 仮面ライダーZX > 平成ライダー対昭和ライダー 仮面ライダー大戦 feat.スーパー戦隊
- スーパー戦隊シリーズ
  - 烈車戦隊トッキュウジャー > 平成ライダー対昭和ライダー 仮面ライダー大戦 feat.スーパー戦隊
  - 獣電戦隊キョウリュウジャー > 平成ライダー対昭和ライダー 仮面ライダー大戦 feat.スーパー戦隊
- スーパーヒーロー大戦シリーズ > 平成ライダー対昭和ライダー 仮面ライダー大戦 feat.スーパー戦隊

『平成ライダー対昭和ライダー 仮面ライダー大戦 feat.スーパー戦隊』（へいせいライダーたいしょうわライダー かめんライダーたいせん フィーチャリング スーパーせんたい）は、2014年3月29日より東映系で公開された日本の映画作品。
キャッチコピーは、「平成VS昭和。掟破りのライダー対決、決着。」「遂に正義が衝突する——」。

## 概要
特撮テレビドラマ「仮面ライダーシリーズ」と「スーパー戦隊シリーズ」のクロスオーバー作品にして、平成仮面ライダー15作品記念。本作品との連動企画として、両テレビシリーズのクロスオーバー番組『烈車戦隊トッキュウジャーVS仮面ライダー鎧武 春休み合体スペシャル』が公開翌日の3月30日に放送された。
これまで通俗的に使用されて来た『仮面ライダークウガ』以降の「平成ライダー」と、それ以前の「昭和ライダー」の分類が初めて作品名および作品内に使用された。平成ライダーからは上映当時の最新作だった『仮面ライダー鎧武/ガイム』を中心に、『仮面ライダー555』『仮面ライダーディケイド』『仮面ライダーW』『仮面ライダーウィザード』、昭和ライダーからは『仮面ライダー』『仮面ライダーX』『仮面ライダーZX』がメインを務め、両ライダー15人同士の対立を中心に描く。
これまでに東映が制作してきた仮面ライダーとスーパー戦隊の「VSシリーズ」では「対」や「VS」と付きながら戦いに決着が付かなかったり実際には戦わなかったことがあったが、本作品では明確に平成ライダーと昭和ライダーの勝敗の結末が描かれる。エンディングは平成ライダー勝利と昭和ライダー勝利の2パターンが用意され、公式サイトおよび劇場に設置された投書箱のファン投票によって公開初日にどちらが上映されるかが決定。「仮面ライダー」としては、投票でエンディングが決定するのは『仮面ライダー龍騎』以来である。このエンディング投票は劇場・WEB投票合わせて277万3,322票が集まり、本作品の初上映時点におけるAKB48の過去最多の投票数となった2013年の「AKB48 32ndシングル選抜総選挙」の総投票数264万6,847票を約12万票超えた。投票の結果、平成ライダーが138万7,041票、昭和ライダーが138万6,281票となり、760票という僅差で平成ライダー勝利バージョンの上映が決定した。
上映されなかった昭和ライダー勝利バージョンは、同年8月発売のBlu-ray / DVD（セル版のみ）にマルチエンディングとして収録された。前述の通り、この企画は映画の宣伝のために行ったわけではなく、投票という行為自体に意義があったために両バージョンを公開すると単に2つの展開があるというだけになってしまうという懸念もあった。そのため、白倉伸一郎は当初は「別バージョンは封印したほうがいいかも知れない」とも「もったいなくて出来ないんでしょうけど」とも述べていた。
次作『スーパーヒーロー大戦GP 仮面ライダー3号』の公開時には本作品も『スーパーヒーロー大戦』シリーズの1つとして紹介されているが、2017年の『仮面ライダー×スーパー戦隊 超スーパーヒーロー大戦』の公開時には同作品が『スーパーヒーロー大戦Z』以来の『スーパーヒーロー大戦』シリーズとして紹介されており、シリーズにおける扱いは流動的である。

## あらすじ
ヘルヘイムの森とはまったく異なる世界の調査をすることになった葛葉紘汰 / 仮面ライダー鎧武は、シュウと名乗る少年に遭遇する。その時、本郷猛 / 仮面ライダー1号が現れてシュウを連れていってはならないと告げ、しかも紘汰をライダーと認めないと言い放つ。1号を始めとした昭和ライダーは何のために行動しているのか、紘汰には理解できなかった。
そんな中、紘汰はある理由から平成ライダー15人の力を結集しようと幾つもの世界を渡り歩いていた門矢士 / 仮面ライダーディケイドと接触。一連の事件はすべて地下帝国バダンが人類滅亡を画策した結果と語って力を貸すように依頼するが、そこに再び昭和ライダーたちが現れ、バダンを生み出した根源は平成ライダーと主張。
平成ライダーと昭和ライダーの互いの主張は相容れず、遂に昭和ライダーは平成ライダーに戦いを挑む。
そして、平成昭和の区別なくライダーを倒す仮面ライダーフィフティーンの出現と烈車戦隊トッキュウジャーおよびキョウリュウレッド / ダイゴの参戦により、遂に平成ライダーと昭和ライダーの勝敗の行方が明らかになる。

## 登場人物

### ヒーローと関係者
以下のヒーローは、変身前の姿でも登場。
平成15人ライダーと関係者

昭和15人ライダーと関係者

マリ
神敬介が友人から親代わりとして預かっている女子中学生。
普段は父親の診断所で働いている敬介の手伝いをしている。

スーパー戦隊

### 葵家
本作品のキーパーソンとなる風都出身の3人家族。
葵 柊（）
紘汰と舞が裏側の世界から連れてきた記憶喪失の少年で通称はシュウ。
位置関係や物体の次元を裏返すことのできる「7次元の力」の持ち主でそれゆえにバダンに狙われている。
実は交通事故で亡くなっており、母親への誤解を解きたい思いから上記の能力を手に入れていた。

葵 連（） / 仮面ライダーフィフティーン
仮面ライダーフィフティーンに変身する柊の父。
交通事故で死んだ柊への未練からバダンの一員となり、柊を生き返らせようとする。

葵 咲（）
連の妻。多忙ゆえに息子の柊にほとんど構ってやれない悩みがあった。

## 本作品オリジナルの仮面ライダー
数値データは『仮面ライダー鎧武超全集』に基づく。

### 仮面ライダー鎧武 1号アームズ
鎧武が昭和ライダーロックシードを使用して変身する仮面ライダー1号の力を宿した形態。レジェンドライダーアームズの一つ。装着時の音声は「1号アームズ! 技の1号、レッツゴー!」。
各ライダーの胸形状を模していた平成ライダーのレジェンドライダーアームズとは異なり、胸部や眼元、背中は1号の頭部を模している。専用アームズウェポンは装備せず、徒手空拳を主体とした格闘戦を得意とする。
必殺技はドライバーのブレードを1回倒し、「1号スカッシュ!」の電子音声と共に発動するライダーキック。発動時には鎧武 オレンジアームズと1号の幻影が浮かび上がる。
- 当初のデザインは他のレジェンドライダーアームズと同様に仮面ライダー1号のコンバータラングを模したものであったが、インパクトに欠けるため1号の顔を模したデザインとなった[14]。

### 仮面ライダーフィフティーン
葵連がフィフティーンロックシードを使用して変身する初期型アーマードライダー。名前は英語の「15 (fifteen)」。
装着時の音声はなく、代わりに不気味なBGMが流れる。正面のマスクの色は黒に染まっている。スーツはアーマードライダーのライドウェアではなく、人間の骨格を模した死神のようなディテールとなっている。
専用アームズウェポン黄泉丸を駆使した格闘戦を得意とする。他のアーマードライダーとは異なり骨型のクラックからドクロ型の鎧が出現し、それが被さり全身が黒雲に包まれると一瞬で変身が完了する。
主な特徴は平成ライダーを基盤とした形態（レジェンドライダーアームズ）へアームズチェンジできることである。各形態の共通点としてマスクの兜に白い鬣と「十五」の前立が施されている。また、形態に対応したアームズウェポンからエネルギー波を放つ能力を持つ。戦極ドライバーのスペックは従来と同様で平成ライダーアームズもオリジナルとの差はないが、変身する連自身の実力と柊への執着が相まって圧倒的な戦闘能力を発揮する。
本作品の前日譚にあたる『トッキュウジャーVS鎧武』において、モグラロイドを追い詰めるトッキュウジャーの前に現れその戦闘力で追い詰めるものの、突如現れた1号、2号、V3に阻まれ、モグラロイドが倒されると骨型のクラックで逃走した。
- デザインはプレックスが担当したが、フィギュア化されないことを前提に自由な発想が取り入れられている[16]。頭部は武田信玄の兜をモチーフとし、「十五」の装飾はプロデューサーの白倉伸一郎の要望により大型化している[16]。その後スーツは『仮面ライダー鎧武/ガイム ファイナルステージ』に登場する仮面ライダー魔蛇に改造された[15]。

レジェンドライダーアームズ
平成ライダーロックシードを使用して変身する平成ライダーを基盤とした形態。フィフティーンの主な特徴。正面マスクの色が各ライダーに合わせたものに変化する。設定上は作中で変身していない平成15ライダーのアームズにも変身可能。平成ライダーアームズはオリジナルとの差はない。
ディケイドアームズ
ディケイドの力を宿した派生形態。装着時の音声は「ディケイドアームズ! 破壊者・オン・ザ・ロード!」。
外見は通常形態に準拠し、アームズウェポンはライドブッカーを装備する。ディケイドがカメンライド可能なライダーの装備も使用でき、ディケイドが響鬼にカメンライドした際には、ドライバーのブレードを1回倒した響鬼スカッシュを発動し、音撃棒・烈火を召喚して鬼棒術・烈火弾に似た技を使用した。ライダーたちとの最終決戦では戦極ドライバーのブレードを1回倒したディケイドスカッシュを発動し、ディケイドイリュージョンとディケイドスラッシュを組み合わせたような技も使用した。
フォーゼアームズ
フォーゼの力を宿した派生形態。装着時の音声は「フォーゼアームズ! 青・春・スイッチ・オン!」。
外見はベースステイツに準拠し、アームズウェポンはコズミックステイツのバリズンソードを装備する。最終決戦ではドライバーのブレードを2回倒したフォーゼオーレを発動し、エレキステイツのビリーザロッドを召喚してライダー100億ボルトブレイクに似た技を使用した。
ウィザードアームズ
ウィザードの力を宿した派生形態。装着時の音声は「ウィザードアームズ! シャバドゥビ・ショウタイム!」。
外見はフレイムスタイルに準拠し、アームズウェポンはウィザーソードガンを装備する。ウィザードのものとは異なり、魔法陣が紫色。初変身時にはスラッシュストライクに似た、ウィザーソードガンから紫色のエネルギー刃を放つ技を使用した。最終決戦ではウィザードのバインドによる鎖を弾いた。
鎧武アームズ
鎧武の力を宿したフィフティーンの最強形態ライダー。装着時の音声は「鎧武アームズ! フルーツ鎧武者・オンパレード!」。
外見はオレンジアームズに準拠し、アームズウェポンは大橙丸と無双セイバーを装備するほか、黄泉丸も使用可能。連曰く「究極の変身」で、カチドキアームズとも互角以上に渡り合う。さらにドライバーのブレードを2回倒した鎧武オーレを発動し、鎧武の大橙一刀に似た技も使用した。また、ドライバーのブレードを3回倒した鎧武スパーキングで大橙丸、黄泉丸の2つで発動する技も存在するが、鎧武 1号アームズのライダーキックに耐え切れず粉砕された。

ツール
戦極ドライバー
ベルトはバージョンアップ型や量産型と同じ銀色だが、プレートにはフィフティーンの頭部が描かれている。待機音はブラーボやナックルと同様にエレキギターによるロック風テイストで、ブレードを倒した際も電子音声ではなくロック調メロディが流れる。入手経緯は不明。
鎧武アームズのフィフティーンが1号アームズの鎧武に敗れた際は、粉々に砕け散った。またこのドライバーが破壊されると同時に葵連は正気を取り戻した。
フィフティーンロックシード

平成ライダーロックシード

アームズウェポン
黄泉丸（）
フィフティーンが使用する骨型の刀剣の形をしたアームズウェポン。鍔の部分が鋭い牙を噛みしめた怪物の顔の装飾になっており、基本形態で使用するが、場合によっては変身前や鎧武アームズ時にも使用する。刀身の切れ味は鋭く、一見、片刃に見えるが峰の部分には7本のノコギリのような鋭利な突起を持ち、敵を鎧ごと斬り裂くことが可能など実際は文字通りの諸刃の剣となっている。また硬い柄頭による打撃攻撃も可能。
- 2015年初頭現在では劇中で村雨良を貫いた手元と切先が分離して制作された剣が唯一残っている。

## 地下帝国バダン
かつて仮面ライダーZXが戦った、地球の裏側に存在するもう1つの世界に地下都市バダン・シティーを築き潜伏していた悪の組織。鳴滝曰く「ショッカーの意志を引き継ぐ者たち」。
メガ・リバース計画と呼ばれる謎の計画を実現させるため、沢芽市を侵略せんと姿を現した。ショッカーからファントム、超進化生命体ミュータミットまでの様々な怪人の軍団で構成されており、バダン総統と暗闇大使による統制下で12人の幹部が前線指揮を執る。また協力者としてシャドーラインのシュバルツ将軍が参加している。
その実態は黄泉の国、つまり「死後の世界」の住人たち。暗闇大使と葵連を除く構成員は全て怨霊であり、生と死の世界を反転するメガ・リバース計画による現世への完全復活こそが彼らの悲願だった。晒された正体は不気味な紫色の炎に包まれた羽織の影で、人間とも怪人とも呼べない姿をしている。
平成ライダーたちの「仲間を失った痛み」への想いが「死者にまた会いたい」という形となって現世とバダンの在る世を繋げる結果となり、平成ライダーたちが心の迷いを消さない限り完全に打ち倒すのは不可能である。
バダン総統 / 骸骨恐竜

大幹部
暗闇大使

幹部怪人
| - ヒルカメレオン - 十面鬼ユム・キミル - ジェネラルシャドウ - マシーン大元帥 | - ヤマアラシロイド - タイガーロイド - 剣聖ビルゲニア - 大神官バラオム | - ジャーク将軍 - ドラス - コブラ男ガライ - 超銀河王 |

## 用語

### ロックシード
レジェンドライダーロックシード
ライダーバトルで倒されたライダーが変化したロックシード。ライダー同士の戦いで残った鎧武とバダンに潜入していたZXの2人を除く28個が登場した。
倒されたライダーたちはヘルヘイムの森へと送られており、鎧武が28個のロックシードを取り込むことで、クラックからライダーたちを呼び戻した。
また、劇中ではロックシードはオープンさせていない。
『鎧武&ウィザード』に登場したW、オーズ、フォーゼ、ウィザードのロックシードも存在するが、ライダーの名前が表記されている文字部分が黒ではなく銀色になっている。
- 劇中では役者用のプロップが使用された。

フィフティーンロックシード
仮面ライダーフィフティーンの変身に使用するロックシード。他のロックシードと異なり、表面部キャストパッドが肋骨を模した物になっている。
アームズウェポンの黄泉丸を与える他、これを所持していれば変身前でも使用できる。フィフティーンの戦極ドライバーが破壊された際には、このロックシードのみ破壊を免れた。

平成ライダーロックシード / 昭和ライダーロックシード
それぞれ、15人の仮面ライダーの顔が描かれた特殊なロックシード。それぞれ、このロックシード1つで15人の仮面ライダーのレジェンドライダーアームズを纏うことが可能。纏えるレジェンドライダーアームズは1回につき1つである。
平成ライダーロックシード / 平成十五ライダーロックシード
葵連（仮面ライダーフィフティーン）が所持・使用している特殊なロックシード。15人の平成ライダーを基盤とした形態にアームズチェンジ出来る。昭和ロックシードとは対をなすロックシード。
平成15人ライダーの顔が描かれている。
このロックシード1つでディケイドアームズ、フォーゼアームズ、ウィザードアームズ、鎧武アームズを纏うことができ設定上は平成15人ライダーのレジェンドライダーアームズを纏うことが可能。
昭和ライダーロックシード / 昭和十五ライダーロックシード
本郷猛（1号）が所持している特殊なロックシード。平成ライダーロックシードとは対をなすロックシード。
キャストパッドには昭和15人ライダーの顔、シードインジケーターには立花レーシングクラブのマークと1号のタイフーンが描かれている。
このロックシード1つで1号アームズを纏うことができ設定上は昭和15人ライダーのレジェンドライダーアームズを纏うことが可能。
昭和ライダーロックシードは仮面ライダー1号が仮面ライダー鎧武に授けた。

### 登場マシン
キョウリュウジャーレッシャー
獣電竜ガブティラがキョウリュウスピリットで変形した烈車。キョウリュウレッドが操縦する。

トッキュウオーの派生形態
トッキュウオーデンライナー
デンライナーゴウカとトッキュウオーが合体した姿。頭部がデンライナーを模している。しかし、キョウリュウジャーレッシャーが強引に合体して後述のトッキュウオーキョウリュウジン feat.デンライナーとなった。そのため、先に合体した電王は自分が搭乗しているデンライナーが脚に変わったことに対し「なんで俺が足なんだよ〜っ!?」と納得がいかない様子だった。
トッキュウオーキョウリュウジン feat.デンライナー
レッドレッシャーの代わりにキョウリュウジャーレッシャーが合体し、デンライナーゴウカの先頭車両が2両に増えて、ブルーレッシャー・グリーンレッシャーの先頭車両と交換した形態。
頭部はキョウリュウジンの物になっており、武器もキョウリュウジンの五連獣電剣を装備する。またキョウリュウレッドと電王はトッキュウオーの集合コクピットには移動せず元のコクピットに残ったまま合体する。
必殺技は出現したデンライナーイスルギ・レッコウ・イカヅチ・ゼロライナードリル・ナギナタが敵に突っ込むと同時に五連獣電剣で切り裂くフミキリケンブレイブ参上スラッシュ。
- 当初はキョウリュウジャーレッシャーをスーパー戦隊VSシリーズで登場させる予定であったが、プロデューサーの白倉伸一郎の意向により本作品に登場することとなり、仮面ライダーシリーズとのクロスオーバー要素としてデンライナーと合体させることが後から決定した。スーツはなく、トッキュウオーにCGを合成している。

## キャスト
- 門矢士 - 井上正大 『仮面ライダーディケイド』
- 乾巧 - 半田健人[注釈 10] 『仮面ライダー555』
- 葛葉紘汰 - 佐野岳
- 左翔太郎 - 桐山漣 『仮面ライダーW』
- 駆紋戒斗 - 小林豊
- 呉島光実 - 高杉真宙
- 高司舞 - 志田友美
- 呉島貴虎 - 久保田悠来[注釈 11]
- 阪東清治郎 - 弓削智久
- 操真晴人 - 白石隼也 『仮面ライダーウィザード』
- 草加雅人 - 村上幸平 『仮面ライダー555』
- 鳴滝 - 奥田達士 『仮面ライダーディケイド』
- 葵柊 - 青木柚
- マリ - 三好杏依
- 地下鉄工事の作業員[21][注釈 12] - 新堀和男、高岩成二
- 新島勝夫
- ふくまつみ
- 富永研司
- 渡部龍平
- マサ[21][注釈 12] - 岡元次郎
- イヨ[21][注釈 12] - 那月結衣
- おぐらとしひろ
- ライト - 志尊淳 『烈車戦隊トッキュウジャー』
- トカッチ - 平牧仁 『烈車戦隊トッキュウジャー』
- ミオ - 梨里杏 『烈車戦隊トッキュウジャー』
- ヒカリ - 横浜流星 『烈車戦隊トッキュウジャー』
- カグラ - 森高愛 『烈車戦隊トッキュウジャー』
- 桐生ダイゴ - 竜星涼 『獣電戦隊キョウリュウジャー』
- 村雨良 / 暗闇大使 - 菅田俊 『10号誕生!仮面ライダー全員集合!!』
- 神敬介 - 速水亮 『仮面ライダーX』
- 葵咲 - 雛形あきこ
- 葵連 - 板尾創路
- 本郷猛 - 藤岡弘、 『仮面ライダー』

### 声の出演
- フォーゼ、BLACK RX、ヤマアラシロイド - 鈴村健一
- 2号ライダー、スーパー1、BLACK、カブト - 神谷浩史
- V3、アマゾン、ストロンガー、バダン総統、マシーン大元帥 - 関智一
- J、タイガーロイド、オルフェノク - 稲田徹
- スカイライダー、ジェネラルシャドウ、ジャーク将軍、十面鬼 - 石川英郎 『仮面ライダーディケイド』
- 電王 - 関俊彦 『仮面ライダー電王』
- トッキュウジャー各種アナウンス&アイテム音声[1][注釈 13] - 山口勝平 『烈車戦隊トッキュウジャー』
- 戦極ドライバー関連アイテム音声 - 平床政治[1][注釈 1]
- シュバルツ将軍 - 壤晴彦 『烈車戦隊トッキュウジャー』
- 川野剛稔、河本邦弘
- 仮面ライダー龍騎[35]、戦闘員全般[35]、怪人[35]、他[35] - 穴井勇輝[注釈 1]

### スーツアクター
- 仮面ライダー鎧武 - 高岩成二
- 仮面ライダーバロン - 永徳
- 仮面ライダー龍玄 - 佐藤太輔
- 仮面ライダーディケイド、仮面ライダーW、仮面ライダー斬月・真 - 渡辺淳
- 仮面ライダー1号、仮面ライダーX - 藤井祐伍
- 仮面ライダーファイズ - 浅井宏輔
- 仮面ライダーZX - 大藤直樹
- 仮面ライダーウィザード、ヤマアラシロイド - 岡田和也
- 仮面ライダーフィフティーン - 富永研司
- トッキュウ1号、キョウリュウレッド - 押川善文
- トッキュウオー - 日下秀昭

- 岡元次郎
- 高田将司
- 五味涼子
- 竹内康博
- 野川瑞穂
- 藤田慧
- 金子起也
- 喜多川2tom
- 渡辺実
- 神前元
- 渡邉昌宏
- 橋本恵子
- 内川仁朗
- 青木哲也
- 蜂須賀祐一
- 矢部敬三
- 神尾直子
- 村岡弘之
- 金田進一
- 蜂須賀昭二
- 高橋光
- 本多剛幸
- 佐藤義夫
- 向田翼
- 村井亮
- 大岩剣也
- 白崎誠也
- 中田裕士
- 松本竜一
- 井口尚哉
- 蔦宗正人
- 大林勝
- 澤江晃史
- 寺本翔悟
- 松岡千尋
- 北村海
- 松本拓巳
- 東慶介
- 小笠原竜哉
- 山本裕一[注釈 14]
- 及川雄也
- 勝呂学
- 藤田洋平
- 小田原徹
- 浦家賢士
- 田中領
- 榮男樹
- 白井雅士
- 鳩岡大輔
- 西沢智治
- 大谷秀一郎
- 岩井潤一
- 加藤勉
- 世名圭吾
- 河合健志
- 谷口洋行
- 柴田守通
- 渡部荘一郎
- 長尾和彦
- 柳川公輔
- 三宅敏夫
- 安彦一民
- 村上晋太郎
- 田中信彦
- 飯島浩和
- 松岡航平
- 伊藤智則
- 三木田晋
- 安藤英行
- 柴田淳司
- 山本泰史
- 岡田裕一
- 渡辺正樹
- 村田裕美子
- 田中到
- 千葉滉一
- 滝川拳
- 佐々木俊宜
- 前田浩
- 平野アキム
- 岩瀬和樹
- 柳沢龍太郎
- 中島輝明
- 上野晃一
- 内山大輔
- 田中由馬
- 近藤知行
- 佐藤幹
- 金湧紘知
- 久保翔
- 小林浩一
- 黒田昌樹
- 黒田朋樹
- 五十嵐勝平
- 小森秀一
- 神里まつり
- 天貝学
- 吉久直志
- 長谷川誠
- 吉田聖
- 福西悠
- 小幡トビーエーモス
- 中澤まさとも
- 齋藤慧典
- 東章也
- 青木清四郎
- 村田由美子
- 林潔
- 中山孟[注釈 15]
- 高橋すみれ
- 飯田佑子
- 高嶋宏一郎
- 菅原将暉
- 飯田愛美
- 松浦俊秀
- ランディ井上
- 正野大輔
- 下川真矢
- 相馬絢也
- 山田和昌
- 鈴木大樹
- 山田裕明
- 宮崎高春
- 古屋貴士
- 大隈厚志[注釈 16]
- 辻将太
- 古山和輝
- 山口仁美
- 山口真弥
- 中山甲斐
- 金山拓矢
- 大塚俊
- 板垣克
- 松本直也
- 大河平レオン
- 森博嗣
- 草野伸介
- 藍田将太
- 前川孟論
- 菊地雄人[注釈 17]
- 関谷健利

- ふうとくん[36] - 塩川純平[注釈 1]

## スタッフ
- 原作 - 石ノ森章太郎、八手三郎
- 脚本 - 米村正二
- 音楽 - 中川幸太郎、山下康介
- 製作 - 鈴木武幸（東映）、平城隆司（テレビ朝日）、日達長夫（東映ビデオ）、和田修治（アサツー ディ・ケイ）、松田英史（東映エージエンシー）、古澤圭亮（バンダイ）、木下直哉（木下グループ）
- 企画 - 有川俊（東映）、林雄一郎（テレビ朝日）、加藤和夫（東映ビデオ）、波多野淳一（アサツー ディ・ケイ）、小川政則（東映エージエンシー）、飯塚航也（バンダイ）、嘉手苅理沙（木下グループ）
- 撮影 - いのくままさお
- 照明 - 斗沢秀
- 美術 - 大嶋修一
- 録音 - 畑幸太郎
- 編集 - 長田直樹
- 整音 - 曽我薫
- スクリプター - 渋谷康子
- スケジュール - 山口恭平
- 助監督 - 塩川純平
- 制作担当 - 喜多智彦
- ラインプロデューサー - 富田幸弘、下前明弘
- アクション監督補佐 - 石垣広文、福沢博文（ジャパンアクションエンタープライズ[注釈 18]）
- 絵コンテ - なかの★陽
- 助監督 - 越知靖、成田啓吾、永井大裕
- 制作応援 - 石井誠
- プロデュース補 - 望月卓・沖拓史（東映）、菅野あゆみ（テレビ朝日）
- クリーチャーデザイン - 出渕裕
- キャラクターデザイン - 田嶋秀樹（石森プロ）、小林大祐・田中宗二郎・阿部統（PLEX）
- メガリバースマシンデザイン - A.YAMASHITA
- 協力プロデュース - 宇都宮孝明（東映）
- スーパーバイザー - 小野寺章（石森プロ）
- エグゼクティブプロデューサー - 佐々木基（テレビ朝日）、疋田和樹（東映エージエンシー）
- プロデュース - 白倉伸一郎・武部直美・大森敬仁（東映）、佐藤現（東映ビデオ）、矢田晃一・深田明宏（東映エージエンシー）
- アクション監督 - 宮崎剛（ジャパンアクションエンタープライズ）
- 特撮監督 - 佛田洋（特撮研究所）
- 「仮面ライダー大戦」製作委員会（東映、テレビ朝日、東映ビデオ、アサツー ディ・ケイ、東映エージエンシー、バンダイ、木下グループ）
- 製作プロダクション - 東映テレビ・プロダクション
- 監督 - 柴﨑貴行
- 配給 - 東映[注釈 1]

## 主題歌
「ドラゴン・ロード2014」
作詞：石ノ森章太郎 / 作曲：菊池俊輔 / 編曲：鳴瀬シュウヘイ / 歌：串田アキラ&KAMEN RIDER GIRLS

## 制作

### 昭和ライダー対平成ライダー
平成ライダーと昭和ライダーが同じ15人で並び立つのは、『鎧武』放映中のこの時点だけである。今後もシリーズが続く限り平成ライダーは増え続け、いつか平成ライダーこそが仮面ライダーの主流となって最終的には「平成」という区分自体が不必要になる時が訪れるため、この時期でしか成立しない「昭和対平成」の構図を映像化したいという発想が作品の根源にある。「平成ライダー」の呼称は制作側ではなくファンが使用した物であるうえ、単に元号について考えるなら『仮面ライダーBLACK RX』の途中から『仮面ライダーJ』までの「昭和ライダー」は平成年間に制作されている。そのため、制作側として改めて意識的に平成ライダーと昭和ライダーの違いに着目し、両者を対立させることで区分の意義を明確化しようという試みである。
しかし、こうした業界的な分け方は、仮面ライダーシリーズの歴史に詳しくなければ理解しづらいため、そこで細かな説明をせずに昭和・平成の区別を映画の観客に納得してもらうために考案されたのが投票だった。票を投じる過程で、観客は自らの中に「平成ライダー」「昭和ライダー」というカテゴリを作り上げることになり、投票を行う以上は結果を出さなくてはならないため、表向きはどちらかのライダーを勝たせるための票であるという体裁が取られた。

### スーパー戦隊のゲスト出演
本作品は仮面ライダーシリーズを中心に据えた映画だが、スーパー戦隊シリーズから『獣電戦隊キョウリュウジャー』の桐生ダイゴ / キョウリュウレッドと『烈車戦隊トッキュウジャー』の5人が、クライマックスの戦闘にゲストとして出演する。これは本作品が企画段階では『スーパーヒーロー大戦』シリーズの第3弾だった名残である。ライダーと戦隊が対立した『大戦』とはまた別の形での共演の在り方を求めて会議が行われていたところ、平成ライダーと昭和ライダーが同じ15人になることに当時『鎧武』のチーフプロデューサーだった武部直美が気づいたため、「それならば明瞭に両ライダーを並び立たせよう」と話が決まり、初期案は破棄された。しかし、当初集合したスタッフには戦隊関係者も加わっているため、作品の方向性が定まった後になってもライダーに限定した内容にするわけにはいかなかった。
もう1つの理由として、本作品の公開当時に放映されていた『トッキュウジャー』が、先行する『仮面ライダー電王』同様に電車をモチーフとしていることが関与している。この時点で明確にコラボレーションを実施したほうが、その後も『トッキュウジャー』を続けるにあたって『電王』の存在をいたずらに意識せず、独自の路線を歩めるようになるだろうという判断による。
監督の柴﨑貴行は、『キョウリュウジャー』は全員と『特命戦隊ゴーバスターズ』を登場させたかったとインタビューで語っている。

### キャスティング
昭和ライダー側は本郷猛 / 仮面ライダー1号、神敬介 / 仮面ライダーX、村雨良 / 仮面ライダーZXをオリジナルキャストの藤岡弘、、速水亮、菅田俊が演じている。
藤岡は本郷を演じるのは『全員集合!7人の仮面ライダー!!』以来38年ぶり、変身ポーズを披露するのは『仮面ライダーV3』第34話以来40年ぶり、速水は『仮面ライダー (スカイライダー)』第31・32話へのゲスト出演以来34年ぶり、菅田は『10号誕生!仮面ライダー全員集合!!』以来30年ぶりの出演となる。
平成ライダー側では、門矢士 / 仮面ライダーディケイド役の井上正大、乾巧 / 仮面ライダーファイズ役の半田健人などが出演、仮面ライダー電王の声もオリジナルと同じく声優の関俊彦が担当した。
藤岡たちが出演できなかった時のために別案も用意されていたが、いずれも出演が実現したために当初の予定通りの内容で制作された。
また、関東のラジオ局・文化放送などで放送している特撮ラジオ番組『東映公認 鈴村健一・神谷浩史の仮面ラジレンジャー』のダブルパーソナリティを務める声優の鈴村健一・神谷浩史がゲスト出演している。役柄は公開されるまで完全シークレットとなっていた。

### 故人への弔慰
本作品では「死者への未練」をテーマとしているが、プロデューサーの白倉伸一郎はスタッフの故人に対する想いが制作の雰囲気に影響を及ぼしていたことを述べている。
2011年から2012年にかけて初代『仮面ライダー』に携わったプロデューサーの平山亨や阿部征司、東映生田スタジオ所長の内田有作、監督の長石多可男らが死去しており、本作品のエンディングクレジットでも平山と長石への献辞が捧げられている。白倉は「偲ぶ会」が相次いだことにより関係者の近況を把握できていたことや当時の関係者と対話する機会があったことを本作品制作のきっかけに挙げている。
本作品の公開日が長石の1周忌と同時期に当たる。白倉は追悼のために制作した作品ではないとしながらも、長石が監督した『仮面ライダー555』第47話・第48話の後日譚的な要素を盛り込むなど、長石への想いも込めた作品であるとしている。本作品の監督を務めた柴﨑貴行も、長石が存命であれば本作品の監督を務めていたのではないかという想定から、長石の演出を意識したカットを散りばめている。また、内田有作は生前に藤岡弘、を主演とする仮面ライダーを再度制作することを構想しており、白倉はこれを実現したわけではないが本作品制作への影響は与えているとしている。
本作品では本郷猛 / 仮面ライダー1号の2度目の変身ポーズがオリジナルとは若干異なるものとなっているが、演じた藤岡は故人を含めた初代『仮面ライダー』の関係者に対する想いを感じたまま表現したものであると述べている。
葵連 / 仮面ライダーフィフティーン役の板尾創路は、『仮面ライダーV3』に結城丈二 / ライダーマン役で出演し1986年に死去した山口豪久（山口暁）が主演を務めていた『電人ザボーガー』のリメイクである映画『電人ザボーガー』で主演を務めており、本作品への出演は山口がつないだ縁であると感じたことを述べている。

## 映像ソフト化
2014年8月8日発売。Blu-ray / DVDでリリース。セルソフトのエンディングは通常版、コレクターズパック共に劇場公開版「平成ライダー勝利バージョン」と劇場未公開「昭和ライダー勝利バージョン」を選択して再生できるマルチエンディング仕様となっている（レンタルDVDは「平成ライダー勝利バージョン」のみを収録）。
- 平成ライダー対昭和ライダー 仮面ライダー大戦 feat.スーパー戦隊 通常版（1枚組）
  - 映像特典
    - TRAILER
- 平成ライダー対昭和ライダー 仮面ライダー大戦 feat.スーパー戦隊 コレクターズパック（2枚組）
  - ディスク1：本編ディスク（通常版と共通）
  - ディスク2：特典ディスク（Blu-ray版はBlu-ray、DVD版はDVDで収録）
    - Making
    - 完成披露スペシャルイベント
    - 完成披露試写会舞台挨拶
    - 公開初日舞台挨拶
    - TV SPOT
    - DATA FILE
    - POSTER GALLERY

  - 初回限定特典
    - ライナーカード
    - 特製スリーブケース

## 評価
新宿バルト9他全国292スクリーンで公開され、2014年3月29・30日の初日2日間で興収2億6,315万8,850円・動員22万2,265人を記録し、映画観客動員ランキング（興行通信社調べ）で初登場第3位を獲得した。

## 他媒体展開
『烈車戦隊トッキュウジャーVS仮面ライダー鎧武 春休み合体スペシャル』
本作品の前日譚となるテレビスペシャル。詳細は#テレビスペシャルを参照。
小説『S.I.C. HERO SAGA MASKED RIDER DECADE EDITION -オーズの世界-』
『仮面ライダーディケイド』、『仮面ライダーオーズ/OOO』、『仮面ライダー鎧武/ガイム』のクロスオーバー小説。
本作品から骸骨恐竜が登場する。
小説『小説 仮面ライダー鎧武』
本作品から骸骨恐竜が登場する。

## テレビスペシャル
『烈車戦隊トッキュウジャーVS仮面ライダー鎧武 春休み合体スペシャル』（れっしゃせんたいトッキュウジャーたいかめんライダーガイム はるやすみがったいスペシャル）は、テレビ朝日系列で2014年3月30日に放送された特別番組。

### 概要（テレビスペシャル）
『烈車戦隊トッキュウジャー』と『仮面ライダー鎧武/ガイム』のクロスオーバー番組。テレビシリーズで「スーパー戦隊シリーズ」と「仮面ライダーシリーズ」が共演するのは同作品が初。
『平成ライダー対昭和ライダー 仮面ライダー大戦 feat.スーパー戦隊』の前日譚が描かれ、映画でも登場する仮面ライダーフィフティーン、コンバットロイド、昭和ライダー（1号、2号、V3）、鳴滝が登場する。同作品に登場するオリジナルキャラクターについては、下記を参照。
監督は『トッキュウジャー』と『鎧武/ガイム』の双方に参加した中澤祥次郎が務めた。
テレビ朝日系列フルネット24局のみでの放送であり、それ以外のいわゆる遅れネット局ではこの回の放送は飛ばされ、そのまま次の回を放送もしくは別番組に差し替えられた。

### あらすじ（テレビスペシャル）
烈車に乗って旅を続けているトッキュウジャーは沢芽市を訪れた。そこで地下帝国バダンと遭遇し、駆け付けた葛葉紘汰と共に戦うこととなる。

### 登場人物（テレビスペシャル）
モグラロイド
モグラの性質を持つバダン怪人。全身の刃は斬撃の他、掘削攻撃も行える。
地面を掘ることで仲間を召喚する能力を持ち、この能力で街に同胞を召喚する使命を帯びていたようだが、手違いで強制的にヘルヘイムの森へ通じるクラックを発生させ、2度ほどライオンインベスを呼び出してしまう。
後に自分たちの障害となるトッキュウジャーやアーマードライダーを縛る枷として舞を誘拐・拉致監禁し、同時に自分の兄弟であるもう1体のモグラロイドの召喚に成功する。鎧武たちの陽動作戦も、逆に2体いることを利用して自分たちの術中にはめるが、最終的に1体はトッキュウジャーのレインボーラッシュ・もぐら叩き、もう1体は鎧武 カチドキアームズの火縄大橙無双斬により倒された。
- 劇中で明確な描写がないため、UFOサイボーグではあると思うが、バダン怪人らしさのようなものを出すため、人工的なところと生体の部分を明確に分けている。普段からクラックを作る腕を巨大なものにして、ジッパー風にした削岩機のブレードの刃を並べている。顔はサングラスをかけてヘルメットを被ったマンガ的な発想をリアル方向にアレンジしている。

『仮面戦隊ゴライダー』
トーテマが作り出した怪人の一体として登場。タイガーロイドやヤマアラシロイドと仮面ライダーエグゼイドと戦うが、アナザーアギト・バロン・マリカが来たことで戦況が一変し、アナザーアギトのアサルトキックで爆死した。

巨大ライオンインベス
ライオンインベスがヘルヘイムの実を一度に2個食べた瞬間に巨大化した姿。ライオンインベス自体は『鎧武』にも何度か登場しているライオンがモチーフの西洋系インベス。
『鎧武』初登場での暴走時と同様に背中に翼を生やしている。最終的に応戦したトッキュウオーカーキャリアタンクによって迎撃されて爆散した。

### 用語（テレビスペシャル）
烈車の停車駅
レインボーラインやシャドーラインの駅ではない。隣接する順番。
| 停車駅                      | 説明                                                                                            |
| --------------------------- | ----------------------------------------------------------------------------------------------- |
| 千樹 （せんじゅ）           | [ 注釈 20 ]                                                                                     |
| 沢芽シティ （ざわめシティ） | 沢芽市の中心駅。烈車は7番ホームに到着している。                                                 |
| 東沢芽 （ひがしざわめ）     | 沢芽シティの隣の駅。烈車に乗せられた舞が烈車を降りた駅。 ロケ地は相模鉄道いずみ野線緑園都市駅。 |
| まちはずれ                  | 沢芽市の町はずれにある駅。戦いの後、トッキュウジャーが沢芽市を離れる際に乗車した駅。            |
| あっち                      | [ 注釈 20 ]                                                                                     |

沢芽フルーツ羊羹、ユグドラ汁、沢芽まんじゅう
エンディングで判明した沢芽市の名物。

### キャスト（テレビスペシャル）
- ライト / トッキュウ1号 - 志尊淳
- トカッチ / トッキュウ2号 - 平牧仁
- ミオ / トッキュウ3号 - 梨里杏
- ヒカリ / トッキュウ4号 - 横浜流星
- カグラ / トッキュウ5号 - 森高愛
- 葛葉紘汰 / 仮面ライダー鎧武 - 佐野岳
- 駆紋戒斗 / 仮面ライダーバロン - 小林豊
- 高司舞 - 志田友美
- 呉島光実 / 仮面ライダー龍玄 - 高杉真宙
- 呉島貴虎 - 久保田悠来
- チャッキー - 香音
- イヨ[注釈 12] - 那月結衣
- ダンサー - 柴田芽衣、清水涼子、丸山千怜
- 阪東清治郎 - 弓削智久
- 鳴滝 - 奥田達士 『仮面ライダーディケイド』
- 車掌 - 関根勤

#### 声の出演（テレビスペシャル）
- 仮面ライダーフィフティーン - 板尾創路
- チケット - 山口勝平
- ワゴン - 堀江由衣
- モグラロイド - 津久井教生
- 仮面ライダー1号 - 稲田徹
- 仮面ライダー2号 - 藤本たかひろ
- 仮面ライダーV3 - 関智一
- ライオンインベス[57]、初級インベス[57]、コンバットロイド[57] - 穴井勇輝[注釈 1]
- 戦極ドライバー関連アイテム音声 - 平床政治[1][注釈 1]

#### スーツアクター（テレビスペシャル）
- 押川善文
- トッキュウ2号[58] - 高田将司
- 五味涼子
- 竹内康博
- 野川瑞穂
- 日下秀昭
- 高岩成二
- 永徳
- 佐藤太輔
- 渡辺淳
- 岡田和也
- 仮面ライダーフィフティーン[59] - 富永研司
- 喜多川2tom
- 渡辺実
- 今井靖彦
- 田中宏幸
- 藤井祐伍
- 浅井宏輔
- 藤田慧
- 神前元
- 中田裕士
- 寺本翔悟
- 井口尚哉
- 勝呂学
- 小田原徹
- 鈴木大樹
- 黒田朋樹
- 佐々木俊宜
- 関谷健利
- 松本直也
- 金子起也

### スタッフ（テレビスペシャル）
- 原作 - 石ノ森章太郎、八手三郎
- 脚本 - 毛利亘宏
- 音楽 - 山下康介、羽岡佳
- 撮影 - 松村文雄
- 照明 - 斗沢秀
- 美術 - 大嶋修一
- 録音 - 畑幸太郎
- MA - 曽我薫
- 編集 - 長田直樹
- スクリプター - 國米美子
- 助監督 - 塩川純平
- 制作担当 - 石井誠
- ラインプロデューサー - 富田幸弘、下前明弘
- 戦隊美術協力 - 大谷和正
- 音響効果 - 大野義彦、小川広美（大泉音映）
- 選曲 - 金成謙二（ドンカンパニー）、宮葉勝行
- EED - 緩鹿秀隆
- プロデュース補 - 菅野あゆみ、望月卓、久慈麗人、井元隆佑
- 助監督 - 葉山康一郎、成田啓吾、石井千晶
- 絵コンテ - なかの★陽
- キャラクターデザイン - 田嶋秀樹（石森プロ）、PLEX
- クリーチャーデザイン - 篠原保
- キャラクター管理 - 中村豊
- 造型 - レインボー造型企画（前澤範）、ブレンドマスター（蟻川昌宏、浅野桂）
- （株）特撮研究所
  - 撮影 - 鈴木啓造、岡本純平、内田圭
  - 照明 - 安藤和也、関澤陽介、照屋貴史
  - 美術 - 松浦芳、花谷充泰、髙橋一、鶴田智也
  - ミニチュア製作 - ミューロン
  - 操演 - 中山亨、和田宏之、黒田政紀、秀平良忠
  - 助監督 - 小串遼太郎
  - 特撮スーパーバイザー - 足立亨
  - 特撮コーディネーター - 中根伸治
- アクション監督 - 石垣広文・福沢博文（ジャパンアクションエンタープライズ[注釈 18]）
- 特撮監督 - 佛田洋
- スーパーバイザー - 小野寺章
- プロデューサー - 佐々木基（テレビ朝日）、武部直美・宇都宮孝明・石川啓（東映）、矢田晃一・深田明宏（東映エージエンシー）
- 監督 - 中澤祥次郎
- 制作 - tv asahi、東映、東映エージエンシー、ADK

### 音楽（テレビスペシャル）
エンディング曲「Raise Up Your Flag」
作詞 - 藤林聖子 / 作曲・編曲 - tatsuo / 歌 - 葛葉紘汰（C.V.：佐野岳）
挿入歌「烈車戦隊トッキュウジャー」
作詞 - 渡部紫緒 / 作曲・編曲 - 坂部剛 / 歌 - 伊勢大貴

### 映像ソフト化（テレビスペシャル）
2014年8月8日発売。Blu-ray / DVDでリリース。
- 烈車戦隊トッキュウジャーVS仮面ライダー鎧武 春休み合体スペシャル（1枚組）
  - 映像特典
    - 合体スペシャル トークパーティー
    - ノンスーパーED
    - PR集
    - デザインギャラリー

  - 初回限定特典
    - ライナーカード

## 関連玩具
本作品にて登場した「キョウリュウジャーレッシャー」と「デンオウレッシャー」が、「烈車合体シリーズEX」という位置付けでそれぞれ2014年4月26日と5月7日にバンダイから発売されている。別売りの「烈車合体シリーズ1-5 烈車合体DXトッキュウオー」付属の「ブルーレッシャー」「グリーンレッシャー」「イエローレッシャー」「ピンクレッシャー」と合体し、「トッキュウオーキョウリュウジン feat.デンライナー」を再現可能。また車両前半を分離し、別売りの「変身ブレス トッキュウチェンジャー」にセットすることで音声ギミックを作動させることも可能である。